# Masaki Kaneko
Masaki Kaneko –en japonés, 金子雅紀, Kaneko Masaki– ([27 de marzo]] de 1992) es un deportista japonés que compitió en natación. Ganó una medalla de bronce en el Campeonato Mundial de Natación en Piscina Corta de 2016, en la prueba de 200 m espalda.

## Palmarés internacional
| Campeonato Mundial en Piscina Corta | Campeonato Mundial en Piscina Corta | Campeonato Mundial en Piscina Corta | Campeonato Mundial en Piscina Corta |
| Año                                 | Lugar                               | Medalla                             | Prueba                              |
| ----------------------------------- | ----------------------------------- | ----------------------------------- | ----------------------------------- |
| 2016                                | Windsor (Canadá)                    | Medalla de bronce                   | 200 m espalda                       |